# ソボロ助広
ソボロ助広（ソボロすけひろ）は、江戸時代の摂津国の刀工。播州津田出身。通称「弥兵衛尉」。新刀上々作にして最上大業物。

## 来歴
大阪に出て、初代河内守国助門人となる。作柄としてはそり浅く、地金小杢目、刃文は丁子刃、互の目乱れなどを焼く。
「ソボロ」とは、服装にかまわずいつもボロをまとっていたためとか諸説あるが、真実は定かではない。